# Noriva (futebolista)
Norival Pereira da Silva, mais conhecido como Noriva (São José do Rio Preto, 1 de março de 1944) é um ex-futebolista brasileiro, que atuava como ponta-esquerda.

## Carreira
Iniciou sua trajetória no futebol no Fluminense Futebol Clube, de São José do Rio Preto (SP). Posteriormente, transferiu-se para o Botafogo Futebol Clube, também do mesmo bairro, antes de se juntar aos amadores do Rio Preto Esporte Clube. Foi no Rio Preto que se profissionalizou após seis meses.
Em março de 1964, seu passe foi adquirido pelo Santos Futebol Clube por 20 milhões de cruzeiros. Chegou e logo se destacou, marcando o gol da vitória santista sobre o Bangu por 2x1 no Torneio Rio-São Paulo, do qual foi campeão, além do Paulista do mesmo ano.
No clube, permaneceu até 1966, atuando como reserva de Pepe na ponta-esquerda e participando de excursões na Europa e América do Sul.
Após sua passagem pelo Santos, passou pela Prudentina e transferiu-se para o Comercial Futebol Clube de Ribeirão Preto (SP), onde jogou de 1966 a 1968.
Por meio de uma negociação com o América Mineiro, onde atuou por seis meses, acabou retornando à Ribeirão Preto, agora ao Botafogo Futebol Clube, em 1969.
Em 1971, atuou pelo Paranavaí e no ano seguinte no Morãoense, ambos do Paraná.
Destacou-se ainda no Coritiba em 1973, onde foi campeão paranaense, marcando uma das fases mais importantes de sua carreira.

### Títulos
Santos
- Campeonato Paulista: 1964
- Torneio Rio-São Paulo: 1964

Coritiba
- Campeonato Paranaense: 1973